# Synagoga Pułkowa w Białymstoku
Synagoga Pułkowa, także Synagoga Purzesza, Sewastopol Szpot – synagoga w Białymstoku, znajdująca się przy ul. Mikołajewskiej (późniejsza Sienkiewicza) i Nadrzecznej (obecnie nieistniejąca) obok mostu nad rzeką Białą. zburzona w czasie II wojny światowej

## Historia
Synagoga została zbudowana w 1861 lub 1862 roku i służyła żołnierzom wyznania mojżeszowego. Budynek ufundowany został przez 12 obywateli Białegostoku z rodzin Zabłudowskich, Wołkowyskich, Baraszów, Gordonów, Ajzensztatów i Typermasów.
Podczas II wojny światowej, w 1941 roku hitlerowcy wysadzili synagogę w powietrze, wraz z uwięzionymi tam żołnierzami radzieckimi. Po zakończeniu wojny nie została odbudowana.
Obok synagogi funkcjonowała Biblioteka im. Szolema Alejchema.